# جول النشيرة (الملاح)

تعديل مصدري - تعديل

جول النشيرة هي إحدى قرى عزلة الملاح بمديرية الملاح التابعة لمحافظة لحج، بلغ تعداد سكانها 26 نسمة حسب تعداد اليمن لعام 2004.